# Campagne almoravide en Ibérie centrale
Reconquista
La campagne almoravide en Ibérie centrale se déroula entre août 1109 et 1110, dans le cadre des invasions almoravides en al-Andalus. Sous le commandement de Ali Ben Youssef les Almoravides lancèrent une offensive contre les royaumes chrétiens de Castille et de León.

## Contexte
Après la défaite du royaume de Castille lors de la bataille d'Uclès en 1108, où le fils d'Alphonse VI, Sancho Alfónsez, fut tué, les Almoravides dirigés par Ali Ben Youssef, en profitèrent pour lancer une nouvelle campagne. Cette défaite affaiblit considérablement les royaumes chrétiens, ouvrant la voie aux invasions almoravides,.

## Campagne
En août 1109, Ali Ben Youssef débarqua à Ceuta avec une armée de 100 000 hommes pour mener une guerre sainte. Après un séjour à Cordoue, il lança une série de conquêtes, prenant Talavera de la Reina, Madrid et Guadalajara. L'armée almoravide atteignit Tolède, qu'elle assiégea pendant un mois sans succès. Toutefois, les Almoravides détruisirent ses fortifications avant de retourner à Cordoue,,.